# Carl Woerner
Carl Woerner (* 23. September 1886 in Neuburg an der Donau; † 9. März 1968 in München) war ein deutscher Landrat.

## Leben
Nach dem Besuch des Gymnasiums Augsburg und dem Abitur am Herzog-Wolfgang-Gymnasium in Zweibrücken studierte Carl Woerner Rechtswissenschaften an der Ludwig-Maximilians-Universität München, der Christian-Albrechts-Universität zu Kiel und der Julius-Maximilians-Universität Würzburg, wo er am 31. Juli 1911 mit der Dissertation „Der Verrechnungs-Scheck“ zum Dr. jur. promovierte. Seinen Militärdienst leistete er als Einjährig-Freiwilliger. Nach dem ersten juristischen Staatsexamen absolvierte er den Vorbereitungsdienst beim Amtsgericht Aschaffenburg und dem Bezirksamt Marktoberdorf. 1913 folgte in Würzburg die zweite juristische Staatsprüfung. Nach seiner Beschäftigung als Jurist bei der Regierung von Schwaben musste Woerner vom 4. August 1914 bis zum Jahresende 1917 Kriegsdienst leisten und wurde als Oberleutnant der Reserve entlassen. Nach dem Krieg  war er zunächst als Jurist im Staatsministerium für Handel, Industrie und Gewerbe beschäftigt, bis er am 1. Dezember 1930 zum Bezirksamtsvorstand (ab 1939 Landrat) des Bezirksamtes Naila ernannt wurde. Dieses Amt übte er bis zu seinem Wechsel in das Staatsministerium des Innern am 1. Mai 1934 aus. Dort blieb er zwei Jahre bis zu seinem Wechsel als Leiter der Landesversicherungsanstalt von Schwaben. Mit der Besetzung des Sudetenlandes durch die deutsche Wehrmacht im Oktober 1938 wurde Woerner als Chef der Zivilverwaltung der Heeresgruppe Karlsbad abgeordnet. Vom 12. Juni 1940 bis zum 7. August 1941 war er Kriegsverwaltungs-Abteilungschef beim Militärbefehlshaber in Frankreich. Mit dem Ende des Krieges wurde er seiner Ämter enthoben und am 16. März 1948 im Rahmen des Entnazifizierungsverfahrens durch die Spruchkammer als Entlastet eingestuft.
Woerner war am 1. Mai 1935 in die NSDAP (Mitgliedsnummer 3.444.056) eingetreten und   Angehöriger der SA-Reserve.
Über seinen weiteren Lebensweg gibt die Quellenlage keine Aufschlüsse.